# Шостак Іларіон Митрофанович
Іларіон Митрофанович Шостак (11 квітня 1908, село Губське, тепер Лубенського району Полтавської області — ?) — український радянський діяч, секретар Сумського обласного комітету КП(б)У, завідувач Сумського обласного відділу народної освіти. 

## Біографія
Член ВКП(б).
На 1939—1941 роки — завідувач обласного відділу народної освіти виконавчого комітету Сумської обласної ради депутатів трудящих.
Учасник німецько-радянської війни. Перебував у евакуації.
З 1943 по 1944 рік — завідувач обласного відділу народної освіти виконавчого комітету Сумської обласної ради депутатів трудящих.
У 1944—1945 роках — в.о. секретаря Сумського обласного комітету КП(б)У із пропаганди і агітації. З квітня 1945 (затверджений Політбюро ЦК КП(б)У) по жовтень 1946 року — секретар Сумського обласного комітету КП(б)У із пропаганди і агітації.
На 1951 — липень 1955 року — завідувач сектору агітації відділу пропаганди і агітації ЦК КП(б)У.
З липня 1955 року — завідувач відділу шкіл Ровенського обласного комітету КПУ.
Подальша доля невідома.

## Звання
- майор

## Нагороди
- ордени
- медалі
- медаль «За перемогу над Німеччиною у Великій Вітчизняній війні 1941—1945 рр.» (1945)